# إنترنت إكسبلورر 11
إن متصفح الإنترنت 11 اختصارا (IE11) هو الإصدار الحادي عشر والأخير من متصفح الويب إنترنت إكسبلورر بواسطة مايكروسوفت. تم إصداره رسميًا في 17 أكتوبر 2013 مع ويندوزز 8.1 وفي 7 نوفمبر من نفس العام لنظام التشغيل ويندوز 7 . وهو الوريث ل برنامج إنترنت إكسبلورر 10، الذي صدر في العام السابق، وهو المتصفح الافتراضي ل نظام التشغيل ويندوز 8.1 ويندوز سيرفر 2012 R2 أنظمة التشغيل. نظام التشغيل ويندوز Vista والإصدارات الأقدم غير مدعومة. تم شحن المتصفح أيضًا مع ويندوز 10 عند إصداره في 29 يوليو 2015، ولكن مايكروسوفت إيدج هو المستعرض الافتراضي في هذا الإصدار من ويندوز، وهنا، تم تكوين إنترنت إكسبلورر لتشغيل مواقع الويب استنادًا إلى تقنيات HTML القديمة. إنه المتصفح الافتراضي الذي يتم شحنه مع ويندوز Server 2016 وويندوز Server 2019 .
منذ 12 يناير 2016، هو فقط الإصدار الأحدث من إنترنت إكسبلورر المعروض للتثبيت على أي نظام تشغيل ويندوز مدعوم بتحديثات أمان، تستمر حتى نهاية دورة حياة الدعم لنظام تشغيل ويندوزز هذا. في ويندوزز 7 و 8.1، سيتلقى متصفح الإنترنت 11 فقط تحديثات الأمان لبقية دورات دعم إصدارات ويندوزز هذه. تم توفير متصفح الإنترنت 11 لنظامي التشغيل ويندوزز Server 2012 وويندوزز Embedded 8 Standard في أبريل 2019. إنه الإصدار الوحيد المدعوم من إنترنت إكسبلورر على أنظمة التشغيل هذه منذ 31 يناير 2020.
في 17 أغسطس 2020، نشرت مايكروسوفت جدولًا زمنيًا يشير إلى أن فريق مايكروسوفت ستتوقف عن دعم متصفح الإنترنت 11 في 30 نوفمبر 2020 بينما ستنهي منتجات Microsoft 365 دعم متصفح الإنترنت 11 في 17 أغسطس 2021. ومع ذلك، سيكون المتصفح نفسه موجودًا وسيتلقى تحديثات الأمان طالما أن إصدار ويندوزز 10 الذي تم شحنه عليه مدعوم.

## التغييرات
يتميز IE11 بأدوات المطور المعاد تصميمها،  دعم WebGL ،  التحجيم المحسن لشاشات DPI العالية،  العرض المسبق والجلب المسبق. بعد إطلاق IE11 حصل على دعم HTTP / 2 . بالإضافة إلى ذلك، يدعم IE11 واجهات برمجة التطبيقات للشاشة الكاملة والتوجيه، ودعم صور حدود CSS ، وتحسينات JavaScript ، ومراقبي طفرات DOM ، وواجهة برمجة تطبيقات تشفير الويب، ودعم مسار نص الفيديو، ودعم الوسائط المشفرة، ومحرر HTML محسّن. يستخدم IE11 بروتوكول Transport Layer Security v1.2 كبروتوكول افتراضي للاتصالات الآمنة ويبطل مجموعة تشفير معمي ريفست 4 ‏ .
لا يدعم متصفح الإنترنت 11 لنظام التشغيل ويندوزز RT Java والوظائف الإضافية الأخرى.

### الميزات التي تمت إزالتها
- وقد إهمل IE11 ديكومنت.أول document.all ، وهذا يعني أن التعليمات البرمجية التي بالتحقق من وجودها لن الكشف عن ذلك، ولكن التعليمات البرمجية التي تستخدم في الواقع أنها ستستمر في العمل.[18] بالإضافة إلى ذلك، تمت إزالة واجهة برمجة التطبيقات الخاصة بـ attachEvent .[15]
- علامات تبويب سريعة (CTRL + Q) [19]
- تمت إزالة أمر «العمل دون اتصال» من قائمة «ملف» [20]
- قم بسحب وإسقاط المحتوى المحدد من IE إلى برامج أخرى مثل Word أو WordPad[بحاجة لمصدر]
- استخدم أيقونات كبيرة لأزرار الأوامر
- لم تعد بعض إعدادات نهج المجموعة مدعومة.[21]
- القدرة على عرض جميع ملفات تعريف الارتباط مرة واحدة عبر أدوات المطور
- القدرة على تعطيل التصفح المبوب
- autocomplete = "off" لنوع الإدخال = "password"

### الميزات المضافة
- KB3058515 الذي تم إصداره في 9 يونيو 2015 أضاف دعم HTTP Strict Transport Security إلى IE 11.[22]
- KB3139929 يجمع تصحيحًا يضيف إعلانًا عن عرض ترقية ويندوز 10 إلى صفحة علامة التبويب الجديدة.[23]

## الأداء
في مراجعة نوفمبر 2013 بواسطة SitePoint ، سجل IE11 أفضل من جوجل كروم 30 وفايرفوكس 26 في اختبار WebKit 's SunSpider واختبار جوجل WebGL . تم ربطه بـ Chrome باعتباره الأسرع في معيار مايكروسوفت «حوض السمك» لـ WebGL وجاء في المرتبة الأخيرة في معيار أداء جوجل V8 . نتيجة لتحسين السرعة، قال المراجع «إذا قمت بالتبديل إلى كروم للحصول على السرعة فقط، فأنت الآن تستخدم متصفحًا خاطئًا.» لوحظ أيضًا أن IE11 يستخدم ذاكرة أقل مع فتح علامات تبويب متعددة مقارنة بالإصدارات المعاصرة من Chrome و Firefox.
في أغسطس 2015، قامت SitePoint مرة أخرى بقياس أداء IE11 في مراجعتها لـمايكروسوفت إيدج، حيث كانت Edge 12 و Chrome 44 و Firefox 39 موجودة أيضًا. جاء IE11 أخيرًا في اختبار Apple JetStream (الذي حل محل SunSpider) واختبار Octane من جوجل (الذي حل محل V8) لكنه جاء في المرتبة الثانية في اختبار مايكروسوفت «حوض السمك»، بعد Edge.

## التاريخ
على الرغم من تسريب إصدار داخلي لـ IE11 في 25 مارس 2013،  لم يتم إصدار أول إصدار للمعاينة رسميًا حتى يونيو 2013، أثناء مؤتمر Build 2013 ، إلى جانب إصدار معاينة ويندوز Server 2012 R2 وويندوزز 8.1 . في 25 يوليو 2013، أصدرت مايكروسوفت معاينة المطور لـ إنترنت إكسبلورر 11 لنظامي التشغيل ويندوز 7 وويندوزز Server 2008 R2 .
| الاسم                             | النسخة                                                                                    | تاريخ الإطلاق | يعمل على                           | المظاهر الجديدة                        |
| --------------------------------- | ----------------------------------------------------------------------------------------- | --- | ---------------------------------- | -------------------------------------- |
| يونيو 26, 2013                    | ويندوزز8.1                                                                                | WebGL، CSS border image, improved JavaScript performance, major update to إنترنت إكسبلورر Developer Tools، hardware-accelerated JPEG decoding, closed captioning, HTML5 full screen, HTML5 prerender, HTML5 prefetch, ويندوزز8.1 only: cryptography (WebCrypto), adaptive bitrate streaming (Media Source Extensions), Encrypted Media Extensions، SPDY v3 |                                    |                                        |
| يوليو 25, 2013                    | ويندوزز7 وويندوززServer 2008 R2                                                           | WebGL، CSS border image, improved JavaScript performance, major update to إنترنت إكسبلورر Developer Tools، hardware-accelerated JPEG decoding, closed captioning, HTML5 full screen, HTML5 prerender, HTML5 prefetch, ويندوزز8.1 only: cryptography (WebCrypto), adaptive bitrate streaming (Media Source Extensions), Encrypted Media Extensions، SPDY v3 |                                    |                                        |
| سبتمبر 17, 2013                   | ويندوزز7 وويندوززServer 2008 R2                                                           | تحسينات في الأداء |                                    |                                        |
| أكتوبر 17, 2013                   | ويندوزز7, ويندوزز8.1, ويندوززServer 2008 R2, ويندوززServer 2012 and ويندوززServer 2012 R2 | نسخ التحديث: 11.0.200 (KB4565479) |                                    |                                        |
| يوليو 29, 2015                    | ويندوزز10, ويندوززServer 2016 وويندوززServer 2019                                         | صدر في ويندوزز 10. مايكروسوفت إيدجمايكروسوفت إيدج هو المتصفح الافتراضي من Microsoft في هذا الإصدار من Windows. تم إعداد إنترنت إكسبلورر لتشغيل مواقع الويب، استنادًا إلى تقنيات HTML القديمة، والتي لم يتم دعمها أو دعمها بشكل غير صحيح في Microsoft Edge.                                                                                                  |                                    |                                        |
| إنترنت إكسبلورر 11 (Version 1803) | 11.0.17134.1610                                                                           | April 30, 2018 | ويندوزز10 (Spring Creators Update) | Update Version: 11.0.126 (KB4505050)   |
| إنترنت إكسبلورر 11 (Version 1903) | 11.0.18362.997                                                                            | May 21, 2019 | ويندوزز10 (May Update)             | Released in ويندوزز10 update KB4516046 |
| إنترنت إكسبلورر 11 (Version 20H2) | 11.0.19041.0                                                                              | Nov 10, 2020 | ويندوزز10 (Nov 20H2)               | Released in ويندوزز10 update KB4586768 |

## وصلات خارجية
- الموقع الرسمي